# Ahuatepec, Guerrero
Ahuatepec är en ort i Mexiko.   Den ligger i kommunen Arcelia och delstaten Guerrero, i den södra delen av landet, 170 km sydväst om huvudstaden Mexico City. Ahuatepec ligger 608 meter över havet och antalet invånare är 214.
Terrängen runt Ahuatepec är kuperad. Runt Ahuatepec är det ganska glesbefolkat, med 38 invånare per kvadratkilometer. Närmaste större samhälle är Arcelia, 9,5 km väster om Ahuatepec. I omgivningarna runt Ahuatepec växer huvudsakligen savannskog.